# تلالوک

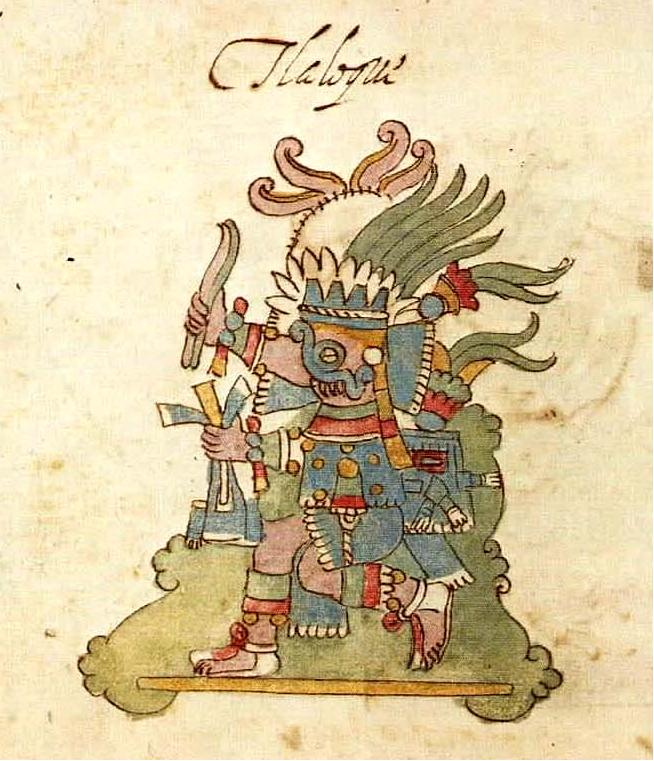
تلالوک، در طرحی مربوط به اواخر قرن شانزدهم، از مستندات ریوز.

تلالوک (به ناهواتل کلاسیک: Tlāloc) در مذهب آزتکی خدایی است که در هنگام خشکسالی و کمبود باران مورد توجه خاص قرار می‌گرفت. در چنین مواقعی مراسم مفصل قربانی و عبادت برای وی برپا می‌شد. قربانیان تلالوک لازم بود تا همه از میان کودکان خردسال انتخاب شوند. به همین دلیل برخی از خانواده‌ها داوطلب شده و فرزندان کوچک خود را جهت قربانی شدن در اختیار معبد و کاهنان آن قرار می‌دادند. این قشر جامعه اغلب از میان زارعان و کشاورزانی بودند که بر اثر بی بارانی و خشکی، رو به افلاس و ورشکستگی بودند و با اخلاص و ترس و دلهره و با چشمی گریان یکی از فرزندان شیرخوار یا کوچکترینشان را برای قربانی شدن در راه تلالوک و بر سر مهر آوردنش، اختصاص می‌دادند. از سویی رقم قربانی برای تلالوک باید بسیار و قابل توجه باشد، و به همین دلیل کاهنان از خانواده‌های فقیر و بی چیز که نیازمند بودند، کودکان خردسالاشان را می‌خریدند یا از محلهٔ روسپیان تمامی کودکان کمتر از پنج سال را که نَسَبشان آشکار نبود، به زور و اجبار از مادرانشان جدا می‌کردند و در روز معینی که بنا بود مراسم عبادت انجام شود، صدها نفر از این کودکان زبان بسته را به صورت دست جمعی، و به طرز فجیعی قربانی می‌کردند و اشک چشم آن‌ها را نشانهٔ باران به شمار می‌آوردند.
او را با نام‌های گوناگون در سراسر آمریکای میانه می‌پرستیدند. زاپوتکها او را کوسیو و مایاها او را چاک می‌نامیدند. تلالوک ایزد بانفوذی بود به‌طوری که بهشت و آسمان شاداب و پرزرق و برق آزتک‌ها «تلالوکان» نامیده می‌شد.

## نکات
تلالوک، ایزد باران و آذرخش که در همه جا حضور دارد را، در مکزیک مرکزی می‌توان تا قرن اول میلادی دنبال کرد. در دورهٔ پساکلاسیک متأخر، او را با چشمانی از حدقه درآمده و لب بالای برجسته، دندان‌هایی بلند شبیه به دندان‌های ببر مشاهده می‌کنیم. همسر او، چالچیوتلیکه، بانویی با دامن یشم، الههٔ آب رودخانه‌ها و آب ساکن است. او گردبادها را فرا می‌خواند و با آب‌های درهم شکننده‌ای پیوند داشت که زایمان را جلو می‌انداخت.
در آغاز عصر کلاسیک، ایزد باران ترکیبی از خزنده، شیر کوهی، ستارهٔ دریائی، گل، ماهی و مظاهر جنگجویانی بود که در فلات مکزیک، تلالوک نامیده می‌شد. این ایزد با مظاهر مختلف آب، همچون باران، دریاچه، رودخانه، یخ، رطوبت، و بویژه حاصلخیزی محصول قرابت داشت. ارتباط آن با پوما، در بسیاری از نقاشی‌های دیواری نموده شده‌است.
در تصویرنگاشت ماگلیابکچیانو، چهار ایزدی که چهار جهت اصلی را تجسم بخشیده‌اند، دیده می‌شوند. این چهار ایزد عبارتند از: کتسال کواتل، تسکاتلیپوکا، تلالوک، و شیوتکوتلی، که به عقیدهٔ بی. اسپرانز، دانشمند آمریکاشناس، می‌توانند چهار مظهر کتسال کواتل باشند.